# Rasmus Carstensen
Rasmus Carstensen, né le 10 novembre 2000 à Virklund (en) au Danemark, est un footballeur danois qui évolue au poste à l'AGF Aarhus en prêt du FC Cologne.

## Biographie

### En club
Né à Virklund (en) au Danemark, Rasmus Carstensen est formé par le Silkeborg IF. En février 2019, il signe un premier contrat avec l'équipe première, à l'âge de 18 ans.
Le 7 juin 2020, il inscrit son premier but en Superligaen, sur la pelouse de SønderjyskE. Il est titularisé et les deux équipes se neutralisent ce jour-là (2-2 score final).
Rasmus Carstensen figure dans l'équipe type de la saison 2021-2022 de Superligaen.
Le 9 août 2022, Rasmus Carstensen s'engage en faveur du KRC Genk. Il signe un contrat courant jusqu'en juin 2026.
Très peu utilisé à Genk, Rasmus Carstensen est prêté le 4 août 2023 au FC Cologne, en Allemagne, pour la durée d'une saison.
En juin 2023, malgré la relégation du club, Carstensen reste à Cologne qui lève l'option d'achat de 1,5 million d'euros pour le danois.

### En sélection nationale
Rasmus Carstensen joue son premier match avec l'équipe du Danemark espoirs le 31 mai 2021, face à l'Ukraine. Il est titulaire lors de cette rencontre où les deux équipes se neutralisent (1-1). Le 13 octobre 2020, il délivre sa première passe décisive, contre la Finlande (victoire 2-1).
Il participe ensuite au championnat d'Europe espoirs 2021 organisé en Hongrie et en Slovénie. Lors de cette compétition, il joue trois matchs. Le Danemark s'incline en quarts de finale face à l'Allemagne, après une séance de tirs au but.